# Anschlag auf die Universität Charsadda 2016
Bei dem Anschlag auf die Bacha-Khan-Universität am 20. Januar 2016 starben mindestens 21 Menschen und 50 Menschen wurden verletzt. Terroristen drangen am Morgen kurz nach Öffnung der Universität Charsadda in Nordwestpakistan auf den Campus und in Gebäude vor, schossen um sich und warfen Sprengsätze. Der Pakistanische Al-Kaida-Ableger Tehrik-i-Taliban Pakistan (TTP) übernahm die Verantwortung für den Anschlag, eine andere Taliban-Gruppe hingegen wies die Verantwortung von sich.

## Umfeld
Die Anschlag steht in Zusammenhang mit dem fortwährenden Konflikt in Nordwest-Pakistan. Dieser Landesteil wird von Taliban als Rückzugsgebiet für Einsätze in Afghanistan und Pakistan genutzt. Die Taliban hatten im benachbarten Swat-Tal in den 2000ern mehrere Anschläge gegen Erziehungseinrichtungen begangen und vom Oktober 2007 bis zum Mai 2009 die Kontrolle über das Gebiet übernommen. Nach einer Gegenoffensive der pakistanischen Armee kam es zu etlichen Flüchtlingswellen. Weltweit bekannt und geehrt wurde Malala Yousafzai, eine Internetaktivistin aus dem Swat-Tal, die 2012 im Alter von 15 Jahren gezielt von Taliban attackiert und lebensgefährlich verletzt wurde. In Peschawar hatten Taliban-Kämpfer bei einem Anschlag 2014 auf eine vom Pakistanischen Militär betriebene Schule mehr als 150 Menschen ermordet. 136 davon waren Kinder. Das Pakistanische Militär verstärkte daraufhin weiter seine Einsätze gegen die Islamisten im Norden des Landes.
Die eng mit Khan Abdul Ghaffar Khan, dem Namensgeber der Universität verbundene Awami-Nationalpartei war danach Ziel von Vergeltungsakten. Sie regiert in der Region Khyber Pakhtunkhwa. Sein Enkel, der Parteiführer Asfandyar Wali Khan entging knapp einem Selbstmordanschlag, ein Minister, Bashir Ahmad Bilour wurde ermordet. Khan Abdul Ghaffar Khan war paschtunischer Freiheitskämpfer und Weggefährte Ghandis bei seinem gewaltlosen Protest gegen die britische Herrschaft. Die 2012 gegründete Universität hat etwa 3.000 Studierende.

## Anschlag
Charsada liegt rund 35 Kilometer entfernt von der Regionalhauptstadt Peschawar. An dem Tag waren mehr Menschen an der Universität als sonst, da der 28. Todestages des Namensgebers Bacha Khan unter anderem mit einem Poesievortrag geehrt wurde.
Am Morgen des 20. Januar 2016 kamen gegen 9:30 Uhr Ortszeit mehrere bewaffnete Terroristen auf den Campus und drangen in Gebäude ein. Sie schossen mit automatischen Waffen um sich. Die meisten Opfer waren Studenten in einem Wohnheim für Männer, berichtete die Pakistanische Polizei. Die Zugänge zum Campus wurden von der Polizei abgeriegelt und der Campus von Armee und Polizei gestürmt. Die vier Angreifer wurden von den Sicherheitskräften erschossen. Einer der Dozenten, laut Medienberichten ein Chemiker namens Sayed Hamid Hussein, eröffnete mit einer Pistole das Feuer auf die Angreifer. Er selbst wurde erschossen, ermöglichte aber durch seinen Widerstand etlichen Studenten die Flucht.
Omar Mansoor, der Sprecher der Talibangruppe Tehrik-i-Taliban Pakistan (TTP) aus der Peschawar-Region, rief laut örtlichen Journalisten am Mittag des 20. Januar 2016 verschiedene Medienhäuser an und sagte, die Taliban seien für den Anschlag verantwortlich. Der Anschlag sei ein Racheakt für die vom Pakistanischen Militär 2015 getöteten Kameraden. Die Taliban hätten eine Universität angegriffen, „damit die Leute nicht wieder sagen: Wir töten Kinder“ und nahm damit Bezug auf den schon angeführten brutalen und verheerenden Angriff von 2014 auf eine Schule in Peschawar.
Der offizielle Sprecher der Taliban Muhammad Khorasani dementierte die Bekennerschaft.

## Reaktionen und Einschätzungen
Premierminister Nawaz Sharif sagte in einer ersten Reaktion: „Wir sind gewillt und voller Entschlossenheit unser Versprechen einzulösen, die Seuche des Terrorismus in unserem Heimatland auszurotten.“
Der Politikwissenschaftler Boris Wilke von der Universität Bielefeld sagte dem Deutschlandradio Kultur, es wäre bei dem Anschlag um eine Aktion gegen die pakistanische Armee gegangen. Die Armee führt seit Mitte Juni 2015 „eine groß angelegte und offenbar auch recht erfolgreiche Militäraktion in Nord-Waziristan, im Grenzgebiet zu Afghanistan, deren Ziel die Taliban sind, also genau die Terrorgruppe, die diesen Anschlag verübt hat“. Zu beachten sei auch, dass die Taliban in Pakistan keine geschlossene Gruppe seien und es eine Konkurrenz von verschiedenen Gruppen um den Führungsanspruch gebe. „Auch die Heftigkeit des Anschlags und seine Symbolkraft, seine symbolische Wirkung ist vor dem Hintergrund dieser Konkurrenz innerhalb der Dachorganisation zu sehen“ sagte Wilke.